# Banco de la Reserva Federal de Nueva York

Distribución de los distritos financieros de los Estados Unidos.

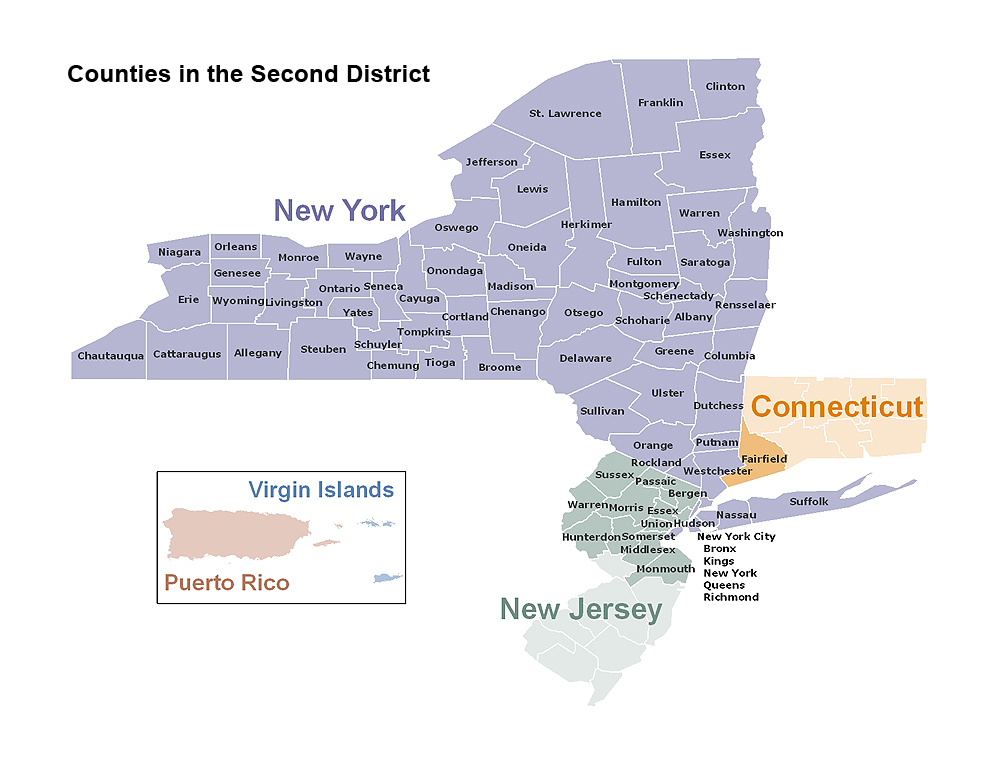
Mapa del Segundo Distrito

El Banco de la Reserva Federal de Nueva York es, uno de los 12 bancos de la Reserva Federal, uno de los más importantes de los Estados Unidos. El banco es responsable del Segundo Distrito del Sistema de Reserva Federal, el cual comprende al estado de Nueva York, los 12 condados norteños de New Jersey, el condado de Fairfield en Connecticut, Puerto Rico y las Islas Vírgenes.
La institución tiene su sede en el Edificio del Banco de la Reserva Federal de Nueva York, en el 33 Liberty Street, en Nueva York (NY) —inscrito en el Registro Nacional de Lugares Históricos desde el 6 de mayo de 1980—, y tiene una oficina secundaria en Búfalo. 

## El banco regional más grande
Desde la fundación del sistema bancario de la Reserva Federal, el Banco de la Reserva Federal de Nueva York, ubicado en el distrito financiero de Manhattan, ha sido el lugar donde se fuerza la política monetaria de los Estados Unidos, a pesar de que esta es definida en Washington D.C por la Junta de Gobernadores del Sistema de la Reserva Federal. Este banco es el más grande de todo el sistema, en términos de activos, y uno de los más importantes entre los 12 bancos miembros del sistema. Al operar en la capital financiera de los Estados Unidos, el banco de Nueva York es responsable de realizar operaciones de mercado abierto, comprar y vender títulos valores del tesoro de los Estados Unidos. Es importante recalcar que la emisión de estos títulos valores es responsabilidad del "Bureu of the Public Debt" (Oficina de la Deuda Pública). En 2003, "Fedwire", el sistema de la reserva federal para transferir balances entre sí y con otros bancos, transfirió $1.8 trillones al día en fondos, de los cuales al menos $1.1 trillones se originaron en el segundo distrito. Transfirió además $1.3 trillones diarios en títulos valores, de los cuales $1.2 trillones se originaron en el segundo distrito. La Fed de Nueva York también es responsable de ejecutar la política de tipo de cambio, al comprar o vender dólares bajo la dirección del Departamento del Tesoro. La Reserva Federal de Nueva York es el único banco regional que cuenta con un voto permanente en "Federal Open Market Committee" (Comité Federal de Mercado Abierto), y su presidente es tradicionalmente electo como el vicepresidente de este comité. El actual presidente es John C. Williams.
La Fed de Nueva York inició operaciones el 16 de noviembre de 1914 bajo el liderazgo de Benjamin Strong Jr., quien previamente fue presidente del Bankers Trust Company. Lideró el banco hasta su muerte en 1928. El banco creció rápidamente durante sus primeros años, lo cual le obligó a buscar una nueva ubicación física.

## 33Liberty Street
Se realizó una competencia pública de diseño para el nuevo edificio, la cual fue ganada por la firma de arquitectura York and Sawyer, con un diseño inspirado en palacios de Florencia, Italia. El banco se mudó a su nueva ubicación en 33 Liberty Street en 1928.
El Banco de la Reserva Federal de Nueva York posee una bóveda que yace a 26m debajo del nivel del mar, justo sobre la capa de roca de Manhattan. Para 1927, la bóveda contenía 10% de todas las reservas oficiales de oro en el mundo. Actualmente, es el repositorio de oro más grande del planeta (dato que no ha sido confirmado, pues los bancos suizos no reportan sus inventarios de oro), y posee aproximadamente 5.000 toneladas métricas de oro ($160 billones al precio de marzo de 2008), aún más que Fort Knox. El oro es propiedad de muchas naciones extranjeras, bancos centrales y organizaciones internacionales (según algunos el oro ya no existe... es el timo más grande de la historia. Según Forbes, Alemania queriendo retirar su oro recibió solo 5 toneladas de las 300 al ritmo que entregan el oro le tomara 60 años devolver todo el oro a Alemania). El banco no es el propietario del oro, sino un guardián del precioso metal, al cual protege "sin costo" como señal de buena fe a las naciones extranjeras. Hay toures disponibles al público para visitar la bóveda.

## Presidentes del banco
- 1914–1928: Benjamin Strong Jr.
- 1928–1940: George L. Harrison
- 1941–1956: Allan Sproul
- 1956–1975: Alfred Hayes
- 1975–1979: Paul Volcker
- 1980–1985: Anthony Solomon
- 1985–1993: E. Gerald Corrigan
- 1993–2003: William J. McDonough
- 2003–2009: Timothy Geithner
- 2009–2018: William Dudley
- 2018-presente: John C. Williams